# Wioślarki
Wioślarki (Cladocera) – monofiletyczna grupa drobnych, głównie słodkowodnych skorupiaków zasiedlających strefę pelagiczną, przydenną (niektóre gatunki żyją zagrzebane w osadach dennych) lub litoralną zbiorników wodnych.

## Systematyka
Systematyka wyższych taksonów jest wciąż zmieniana i udoskonalana, stąd Cladocera często są klasyfikowane jako nadrząd, rząd lub podrząd. Podobnie Haplopoda, Ctenopoda, Anomopoda i Onychooda uzyskują status rzędu, lub podrzędu. Tutaj przedstawiono  listę gatunków występujących w Polsce, według najnowszej dostępnej systematyki wioślarek.

Nadrząd Cladocera Milne-Edwards, 1840

Rząd Haplopoda Sars, 1865

Rodzina Leptodoridae Lilljeborg, 1861

Rząd Ctenopoda Sars, 1865

Rodzina Sididae Baird, 1850 (emend.* Sars, 1865)

Rodzina Holopedidae Sars, 1865

Rząd Anomopoda Sars, 1865

Rodzina Daphniidae Straus, 1820 (emend.* Schödler, 1858)

Rodzina Bosminidae Baird, 1845 (emend.* Sars, 1865)

Rodzina Ilyocryptidae Smirnov, 1992

Rodzina Dumontidae Santos-Flores & Dodson, 2003

Rodzina Nototrichidae Van Damme, Shiel & Dumont, 2007

Podrząd Radopoda Dumont & Silva-Briano, 1998

Nadrodzina Eurycercoidea Dumont & Silva-Briano, 1998

Rodzina Eurycercidae Kurz, 1875

Rodzina Chydoridae Dybowski & Grochowski, 1894 (emend.* Stebbing, 1902, emend. Dumont and Silva-Briano, 1998)

Rodzina Sayaciidae Frey, 1967

Nadrodzina Macrothricoidea Dumont & Silva-Briano, 1998

Rodzina Macrothricidae Norman & Brady, 1867

Rodzina Acantholeberidae Smirnov, 1976

Rodzina Ophryoxidae Smirnov, 1976

Rodzina Neothricidae Dumont & Silva-Briano, 1998

Rząd Onychopoda Sars, 1865

Rodzina Polyphemidae Baird, 1845

Rodzina Podonidae Mordukhai-Boltovskoi, 1968

Rodzina Cercopagidae Mordukhai-Boltovskoi, 1968
(* Emendatio (łac.) zmiana, poprawka)

## Budowa
Ciało wioślarek jest spłaszczone bocznie, złożone z głowy, tułowia i odwłoka, okryte jest, u większości gatunków, chitynowym dwuklapowym pancerzem, zwanym karapaksem, który zrzucają cyklicznie podczas wzrostu i rozwoju. Z tyłu ciała karapaks przechodzi w wyciągnięty kolec.
W części grzbietowej wioślarki mają komorę lęgową, która jest przestrzenią między grzbietową częścią ciała a karapaksem. Do komory tej uchodzą jajniki, dzięki czemu są tam składane jaja. Samce są mniejsze od samic.
Na głowie wioślarek znajduje się ruchliwe oko umieszczone na słupku, powstałe z pary oczu złożonych oraz szczątkowe oko naupliusowe. Czułki pierwszej pary są krótkie, tylko u form drapieżnych długie. Poruszają się ruchem skokowym, za pomocą pływnych czułków II pary, które są bardzo silnie rozwinięte, dwugałęźniowe. Po każdym uderzeniu czułków wioślarki poruszają się w górę i w przód, po czym opadają, powtarzając następnie tę czynność. Kolejne odnóża IV-VI pary znajdują się na tułowiu, są silnie spłaszczone, krótkie i szczeciniaste. U form drapieżnych służą do oddychania a u form odżywiających się drobnym pokarmem, dodatkowo filtrują wodę, zdobywając pokarm.

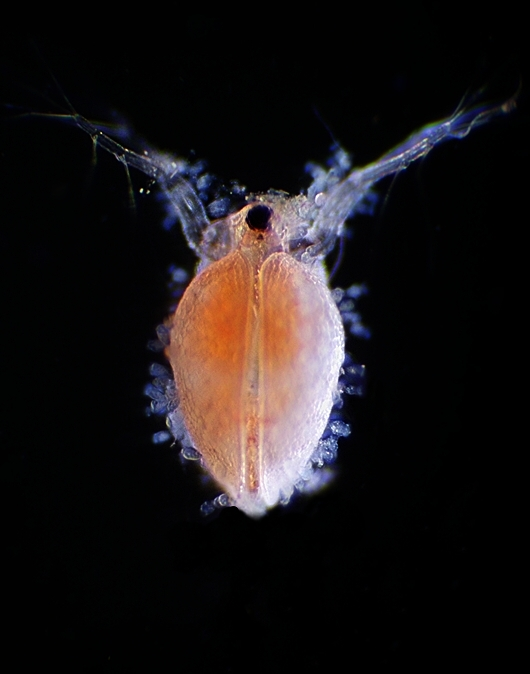
Ceriodaphnia usiana przez wirczyki (Vorticella)

## Rozmnażanie
Rozwój wioślarek zależy od ich gatunku. Wioślarki wolno żyjące rozwijają się wprost z jaj złożonych do komory lęgowej. U gatunków drapieżnych, z jaj w komorze lęgowej wylęgają się stadia larwalne, metanaupliusy.
U wioślarek powszechnie występuje partenogeneza. W zależności od gatunku występują różne rodzaje tego typu rozmnażania:
- gatunki reprezentowane wyłącznie przez samice - rozmnażające się tylko partenogenetycznie,
- gatunki u których występuje nieregularna przemiana pokoleń - o pojawieniu się pokolenia dwupłciowego decydują warunki środowiskowe,
- gatunki z przemianą pokoleń typu heterogonii[4].

Samice wioślarek produkują diploidalne jaja (mejoza nie zachodzi), które mogą się rozwinąć zarówno w samice i samce oraz produkują jaja haploidalne, które wymagają zapłodnienia i rozwijają się w samice. Jaja diploidalne to jaja letnie, mające cienkie otoczki i rozwijające się szybko. Rozwijają się z nich samice rozmnażające się partenogenetycznie. W okresie zbliżających się niekorzystnych warunków środowiska (tj. zima, susza itp.) z jaj diploidalnych rozwijają się zarówno samce jak i samice jaja haploidalne to jaja zimowe. Zaczynają również być produkowane jaja zimowe, wymagające zapłodnienia samców. Mają one grube otoczki i są bogato zaopatrzone w substancje zapasowe. Z zapłodnionych jaj zimowych po okresie niesprzyjających warunków wykluwają się dzieworodne samice.

## Występowanie
Występują w planktonie głównie wód słodkich, tylko kilka gatunków zamieszkuje wody słonawe i morza. Większość gatunków to organizmy glonożerne i detrytusożerne, odfiltrowujące pokarm z wody. Nieliczne gatunki drapieżne odżywiają się mniejszymi od siebie organizmami planktonowymi. Kilka gatunków jest pasożytami zewnętrznymi stułbi. Część gatunków jest przydennych, część to gatunki bentosowe. Gatunki wolno żyjące występują bardzo licznie.
Najbardziej znanym przedstawicielem tej grupy zwierząt jest rozwielitka (Daphnia).